# Liechtenstein en los Juegos Olímpicos de Lillehammer 1994
Liechtenstein estuvo representado en los Juegos Olímpicos de Lillehammer 1994 por diez deportistas, nueve hombres y una mujer, que compitieron en tres deportes.
El portador de la bandera en la ceremonia de apertura fue el esquiador de fondo Markus Hasler. El equipo olímpico liechtensteiniano no obtuvo ninguna medalla en estos Juegos.